# Medaglia Puškin
La medaglia Puškin è un premio statale della Federazione Russa dedicato al poeta, saggista, scrittore e drammaturgo Aleksandr Sergeevič Puškin.

## Storia
La medaglia è stata istituita il 9 maggio 1999 ed è stata assegnata per la prima volta il 4 giugno 1999.

## Assegnazione
La medaglia è assegnata a cittadini russi e stranieri per i risultati nel campo delle arti e della cultura, dell'istruzione, delle arti e della letteratura, e per grande contributo allo studio e alla conservazione del patrimonio culturale, per l'avvicinamento e l'arricchimento reciproco delle culture delle nazioni e nazionalità, e per la creazione di immagini altamente artistiche.
La medaglia Puskin è stata assegnata a cittadini dei seguenti stati: Abcasia, Afghanistan, Argentina, Armenia, Austria, Azerbaigian, Bielorussia, Belgio, Bolivia, Bosnia-Erzegovina, Brasile, Bulgaria, Canada, Cile, Cina, Corea del Sud, Croazia, Cuba, Cipro, Repubblica Ceca, Ecuador, Egitto, Eritrea, Estonia, Finlandia, Francia, Georgia, Germania, Ghana, Grecia, Guatemala, Guyana, India, Irlanda, Israele, Italia, Giappone, Kazakistan, Kirghizistan, Lettonia, Liechtenstein, Lituania, Macedonia, Mali, Malta, Messico, Moldavia, Mongolia, Montenegro, Nuova Zelanda, Nicaragua, Nigeria, Ossezia del Sud, Panama, Paraguay, Perù, Filippine, Polonia, Romania, Serbia, Seychelles, Singapore, Slovacchia, Siria, Stati Uniti d'America, Svezia, Svizzera, Tagikistan, Turchia, Turkmenistan, Ucraina, Ungheria, Uruguay, Uzbekistan e Vietnam.
I capi di Stato ed esponenti di organizzazioni internazionali che l'hanno ricevuta sono:
- Askar Akayev, presidente del Kirghizistan;
- Bharrat Jagdeo, presidente della Guyana;
- Václav Klaus, presidente della Repubblica Ceca;
- Li Peng, primo ministro della Repubblica Popolare Cinese;
- Stjepan Mesić, presidente della Croazia;
- Nông Đức Mạnh, segretario generale del Partito comunista del Vietnam;
- Nebojša Radmanović, presidente della Bosnia ed Erzegovina;
- Tarja Halonen, presidente della Finlandia;
- Dimitris Christofias, presidente della Repubblica di Cipro;
- Jiang Zemin, segretario Generale del Partito Comunista Cinese;
- Nambaryn Ėnhbajar, presidente della Mongolia;
- Javier Pérez de Cuéllar Guerra, segretario generale delle Nazioni Unite;

## Insegne
La medaglia è d'argento. Il dritto reca un autoritratto (disegno) di Puškin. Al centro del rovescio troviamo la firma orizzontale in rilievo di Puškin. La firma prende la maggior parte della larghezza totale della medaglia. Sotto la firma vicino al bordo inferiore della medaglia, vi è una linea riservata per l'assegnazione del numero di serie.
Il nastro è azzurro con una sottile striscia gialla sul bordo sinistro.